# Supai

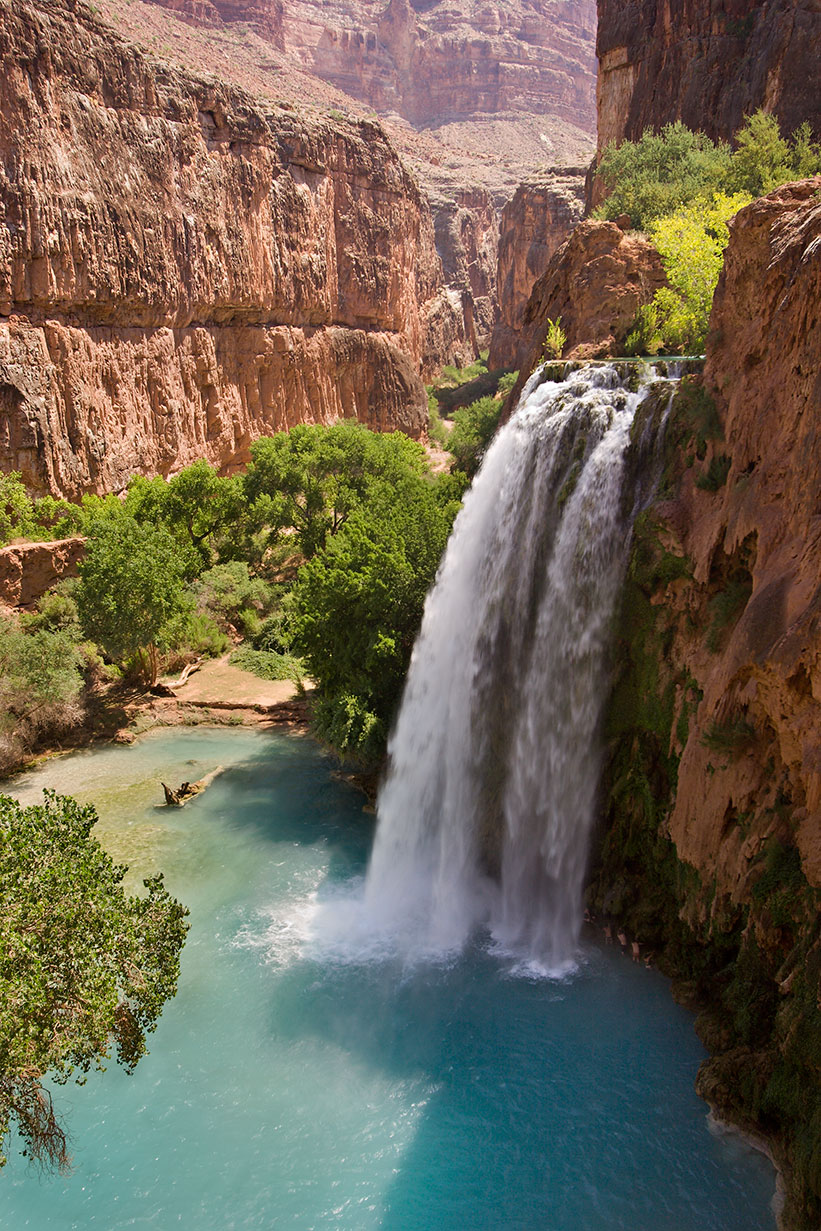
Havasu Falls, nabij Supai

Supai is een plaats (census-designated place) in de Amerikaanse staat Arizona, en valt bestuurlijk gezien onder Coconino County.

## Demografie
Bij de volkstelling in 1990 werd het aantal inwoners vastgesteld op 423.

## Geografie
Volgens het United States Census Bureau beslaat de plaats een oppervlakte van
4,4 km², geheel bestaande uit land. Supai ligt op ongeveer 973 m boven zeeniveau.

## Plaatsen in de nabije omgeving
De onderstaande figuur toont nabijgelegen plaatsen in een straal van 88 km rond Supai.